# Une dame vraiment bien
Une dame vraiment bien és un curtmetratge mut del 1908 dirigit per Louis Feuillade i Romeo Bosetti. Feuillade també signa el guió.

## Trama
Tothom es gira per mirar-la: una dama, mentre camina, provoca una sèrie de desastres amb la seva mera presència. Els homes s'obliden del que estan fent i, per mirar-la, xoquen amb pals de llum, taules, cotxets... És tan perillosa que la policia li demana que se li tapi la cara i se la porti a casa.

## Repartiment
- Renée Carl

## Producció
La pel·lícula va ser produïda per Société des Etablissements L. Gaumont

## Distribució
Distribuït per la Société des Etablissements L. Gaumont, es va estrenar als cinemes francesos el 8 d'octubre de 1908.
Una còpia de la pel·lícula es conserva als arxius del Museu Internacional de Fotografia i Cinema a George Eastman House.